# Вайкуле Лайма Станіславівна
Ла́йма Станісла́вівна Ва́йкуле (латис. Laima Vaikule; нар. 31 березня 1954, Цесіс) — латвійська-радянська співачка та акторка.

## Життєпис
Народилася 31 березня 1954 року в місті Цесіс у сім'ї лівського походження. У віці 12 років вперше виступила на сцені, взявши участь в конкурсі юних вокалістів у будинку культури ризького електротехнічного заводу. Вона отримала диплом і почала виступати з біг-бендом.
Після закінчення восьми класів середньої школи Лайма вступила до медичного училища. У віці 15 років, пройшовши конкурс, стала солісткою Ризького оркестру радіо і телебачення під керуванням Раймонда Паулса.
З 1979 року виступала у вар'єте «Jūras pērle». У 1984 році вступила до Державного інституту театрального мистецтва на режисерське відділення. Крім західного репертуару і ряду сучасних пісень, у супроводі інструментального ансамблю Лайма почала виконувати латиські пісні, зокрема Раймонда Паулса.
Співачку зауважив поет-пісняр Ілля Рєзнік. Він запропонував їй для запису на радіо нову пісню «Ночной костёр», завдяки якій Лайма потрапила на передачу ТБ «Пісня-86». Тоді ж, у 1986 році, у радянсько-італійському концерті естрадних зірок виконала спільно з Валерієм Леонтьєвим нову пісню «Вернисаж».
До 1987 року записала ще одну пісню — «Ещё не вечер». У лютому 1987 року брала участь в авторському вечорі Паулса в ДЦКЗ «Росія», який приніс їй всесоюзну популярність. У тому ж році отримала «Золоту ліру» на міжнародному фестивалі в Чехословаччині за пісню «Вернисаж».
 — один з організаторів-засновників конкурсу молодих виконавців естрадної пісні «Юрмала». Записала кілька успішних музичних альбомів У РФ і Латвії, продала понад 20 мільйонів дисків у РФ, Європі та у США. Неодноразово виступала в країнах СНД, Європі, в Японії та США.
Вайкуле — постійна гостя на музичному конкурсі «Нова хвиля», а також на радіо і телебаченні, на святкових концертах. Лайму Вайкуле регулярно запрошують у журі фестивалю КВК «Голосящий КиВиН», який щорічно проводять в Юрмалі.
З 2015 року є організаторкою музичного фестивалю «Laima Rendezvous Jurmala» («Лайма Рандеву Юрмала»).
У 2021 році Вайкуле стала одним із наставників у четвертому сезоні російської версії шоу "Голос. 60+".

## Громадська позиція
Лайма Вайкуле відома як активна захисниця прав тварин. Вона — вегетаріанка з етичних міркувань.
У серпні 2018 року, під час гастролей в Одесі, Вайкуле сказала, що не поїде виступати до Криму, який би гонорар їй не запропонували. Пізніше в ефірі телеканалу «Россия-1» співачка пояснила, що готова відвідати півострів тільки після зняття санкцій.
У лютому 2022 року виступила із засудженням вторгнення Росії в Україну.

## Дискографія
- 1987 — рос. Песни на стихи Ильи Резника — Вернисаж
- 1992 — рос. Я за тебя молюсь
- 1993 — Laima Tango
- 1994 — рос. Милый, прощай!
- 1996 — рос. Я вышла на Пикадилли
- 1996 — Viss nāk un aiziet…
- 1998 — рос. Латинский квартал
- 1999 — рос. Зеркало
- 2000 — рос. Лучшие песни
- 2002 — рос. Имена на все времена
- 2005 — «О чём играет пианист?»
- 2013 — «Atkal Mājās»
- 2019 — «Leģendas»

## Фільмографія
- 1979 — Інспектор Гулл — співачка в барі
- 1980 — Брати Ріко — співачка
- 1985 — Танці на даху
- 1991 — У російському стилі — Анна
- 1997 — Старі пісні про головне — пані Лайма
- 1998 — рос. Военно-полевой романс
- 1998 — Старі пісні про головне
- 2001 — рос. Женское счастье
- 2001 — Старі пісні про головне
- 2003 — рос. Снежная королева — Снігова королева
- 2004 — рос. Дом у солёного озера
- 2007 — рос. Очень новогоднее кино, или Ночь в музее
- 2009 — рос. Красная шапочка — мама Червоної шапочки